# Anthophora fulvitarsis
Anthophora fulvitarsis ist eine Biene aus der Familie der Apidae.

## Merkmale
Die Bienen haben eine Körperlänge von 16 bis 18 Millimeter. Die Weibchen haben eine gelbe Zeichnung im Gesicht. Sie sind überwiegend weißgrau behaart, am Thorax und erstem Tergit treten vereinzelt schwarze Haare hinzu. Die Tergitscheiben am dritten bis fünften Tergit sind schwarz behaart. Das zweite bis vierte Tergit tragen am Hinterrand weiße Haarbinden. Die Schienenbürste (Scopa) ist rotgelb. Die Wangen sind so breit, wie das dritte Fühlerglied in der Mitte breit ist. Die Männchen sehen den Weibchen ähnlich. Am siebten Tergit haben sie am Ende zwei lange, schmale kleine Dornen. Die Tarsen der mittleren Beine haben am Fersenglied (Metatarsus) vorne und am Krallenglied an beiden Seiten schwarze Haarfransen, das Fersenglied hat zusätzlich sehr lange Haare. 

## Vorkommen und Lebensweise
Die Art ist in Südeuropa, vereinzelt auch in Mitteleuropa verbreitet. Sie fliegt im Mittelmeergebiet von Mai bis Juni. Die Weibchen legen ihre Nester in Steilwänden aus Löss und Sandstein an. Pollen wird von verschiedenen Pflanzenfamilien gesammelt. Kuckucksbiene der Art ist Melecta albifrons und vermutlich auch Coelioxys rufescens.

## Belege
Felix Amiet, M. Herrmann, A. Müller, R. Neumeyer: Fauna Helvetica 20: Apidae 5. Centre Suisse de Cartographie de la Faune, 2007, ISBN 978-2-88414-032-4.